# ONE 164
ONE 164: Pacio vs. Brooks fue un evento de deportes de combate producido por ONE Championship llevado a cabo el 3 de diciembre de 2022, en el Mall of Asia Arena en Pásay, Filipinas.

## Historia
Una pelea entre por el Campeonato Mundial de Peso Paja de ONE entre el campeón Joshua Pacio y el contendiente #1 Jarred Brooks encabezó el evento. La pelea estaba originalmente programada para ONE 158, pero fue pospuesta por "conflictos de calendario".
La final del Grand Prix de Muay Thai de Peso Mosca de ONE entre Superlek Kiatmuu9 y Panpayak Jitmuangnon estaba programada para ocurrir en la coestelar del evento. Ambos se enfrentó previamente 7 veces en muay thai en el Rajadamnern Stadium y en el Phetchbuncha Stadium, con Panpayak ganando cuatro encuentros, Superlek ganando dos y una pelea terminando en empate. El par fue previamente programado para ONE on Prime Video 3, pero Superlek se retiró del evento debido a las lesiones en el entrenamiento y la pelea fue reagendada para este evento.
El argentino Matías Farinelli estaba programado para hacer su debut en la promoción contra el filipino Jhanlo Mark Sangiao en el evento. Sin embargo, Farinelli fue removido de la cartelera luego de haber dado positivo por COVID-19 y fue reemplazado por el debutante Anacleto Lauron en un peso pactado en 150 libras.
Durante el pesaje, Superlek Kiatmuu9, Panpayak Jitmuangnon, Anacleto Lauron y Meng Bo fallaron el test de hidratación y fueron obligados a tomar pesos pactados. Superlek pesó 135.25 libras, 0.25 libras por sobre el límite, Panpayak pesó 138 libras, 3 libras sobre el límite de peso mosca, Anacleto Lauron pesó 156.25 libras, 6.25 libra por sobre el peso pactado de 150 libras, y Meng pesó 130.75 libras, 5.75 libras sobre el límite. La pelea procedió en un peso pactado con Meng siendo multada con el 20% de su bolsa, el cual fue a su oponente Jenelyn Olsim, en el caso de Lauron, su oponente Jhanlo Mark Sangiao declinó tomar un porcentaje de su bolsa. Superlek y Panpayak estaban programados para la final del Grand Prix de Muay Thai de Peso Mosca de ONE pero ya que ninguno dio el peso mosca (125 – 135 libras), la pelea continuó en un peso pactado en 138 libras.

## Resultados
1. ↑  Por el Campeonato Mundial de Peso Paja de ONE.
2. ↑  Originalmente pactada como la Final del Grand Prix de Muay Thai de Peso Mosca de ONE. Luego de que Superlek no diera el peso y Panpayak fallara el test de hidratación dejó de ser la final del Torneo.
3. ↑  Lauron no dio el peso (156.25 lbs).
4. ↑  Bo no dio el peso (130.75 lbs).

## Bonificaciones
Los siguientes peleadores recibieron bonos de $50.000.
- Actuación de la Noche: Jeremy Pacatiw, Jhanlo Mark Sangiao y Tagir Khalilov